# Pauvres Volontaires
Ne doit pas être confondu avec Pauvres Catholiques.

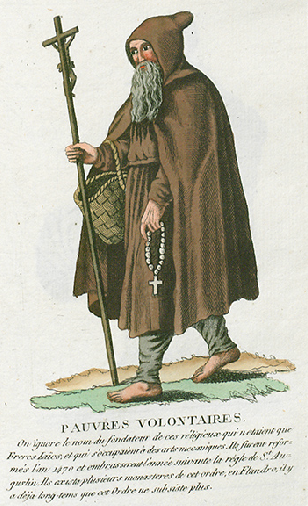
Pauvres volontaires en Flandres

L'ordre des Pauvres volontaires parut vers la fin du XIVe siècle. Ils adoptèrent la règle de saint Augustin en 1470. 
« Ils étaient tous laïcs, ne recevaient point de prêtres, ne savaient pas lire pour la plupart, travaillaient de différents métiers, servaient les malades, enterraient les morts, ne possédaient rien, vivaient d'aumônes, se levaient la nuit pour prier. Il y a longtemps qu'ils ne subsistent plus. »